# Saikū

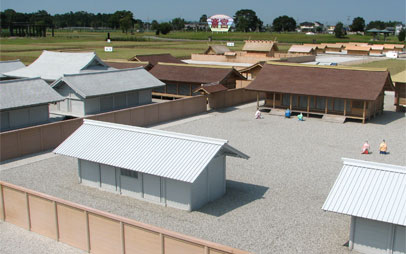
Un modelo a escala de 1/10r de Saiku

Saikū (en japonés: 斎宮) también conocido como "Itsukinomiya" (en japonés: いつきのみや) fue un pueblo localizado aproximadamente a 10 kilómetros del Noroeste del Santuario de Ise, posiblemente el santuario más importante de Shinto en Japón.
A veces referido a él como el Bamboo Palace, Saikū cumple como el palacio y oficinas públicas de las Saiō, una soltera princesa imperial que sirvió en el Santuario de Ise en nombre del emperador desde la Periodo Asuka hasta la Periodo Nanbokuchō de Japón. Después del derrumbamiento del sistema Saiō, Saikū vuelve al cultivo de arroz pueblo que actualmente existe como parte de la Ciudad de Meiwa, Prefectura de Mie.

## Saikū, diseño del sitio
El antiguo sitio de Saikū media 2 kilómetros de Este a Oeste, 700 metros de Norte a Sur y cubría un área total de 137 hectáreas, convirtiéndose en uno de los sitios históricos más importantes en Japón. Secciones del distrito administrativo oriental del sitio ya han sido excavadas y en funcionamiento que actualmente se está llevando a cabo en el sitio del área central.
La ciudad fue construida en una estructura cuadriculada basada en tradiciones chinas y compuesta de varios bloques largos de 120 metros de longitud, rodeada por altos y rígidas muros. De adentro cada bloque era construido de varios tamaños y determinación, construido de ciprés japonés en el método del día, usando bloques entrelazados de madera para tener la estructura unida. Los edificios son rectangulares en forma y construcción de poste cavado en el suelo, con un piso elevado a un metro del suelo. Algunos bloques contienen un pequeño bien desde el cual se puede sacar agua, o santuarios o estructuras para depositar alimentos.

## Época dorada de Saikū
Saiku alcanza la cima a fines del Periodo Nara hasta principios del Periodo Heian. Muchos edificios y reliquias que remontaron a este periodo se han encontrado. Edificios que remontaron a este tiempo son del estilo Shinden-zukuri y son hechos de cedro y ciprés japonés y son construidos por palos entrelazados viga sin el uso de clavos.

## Saikū, Hoy

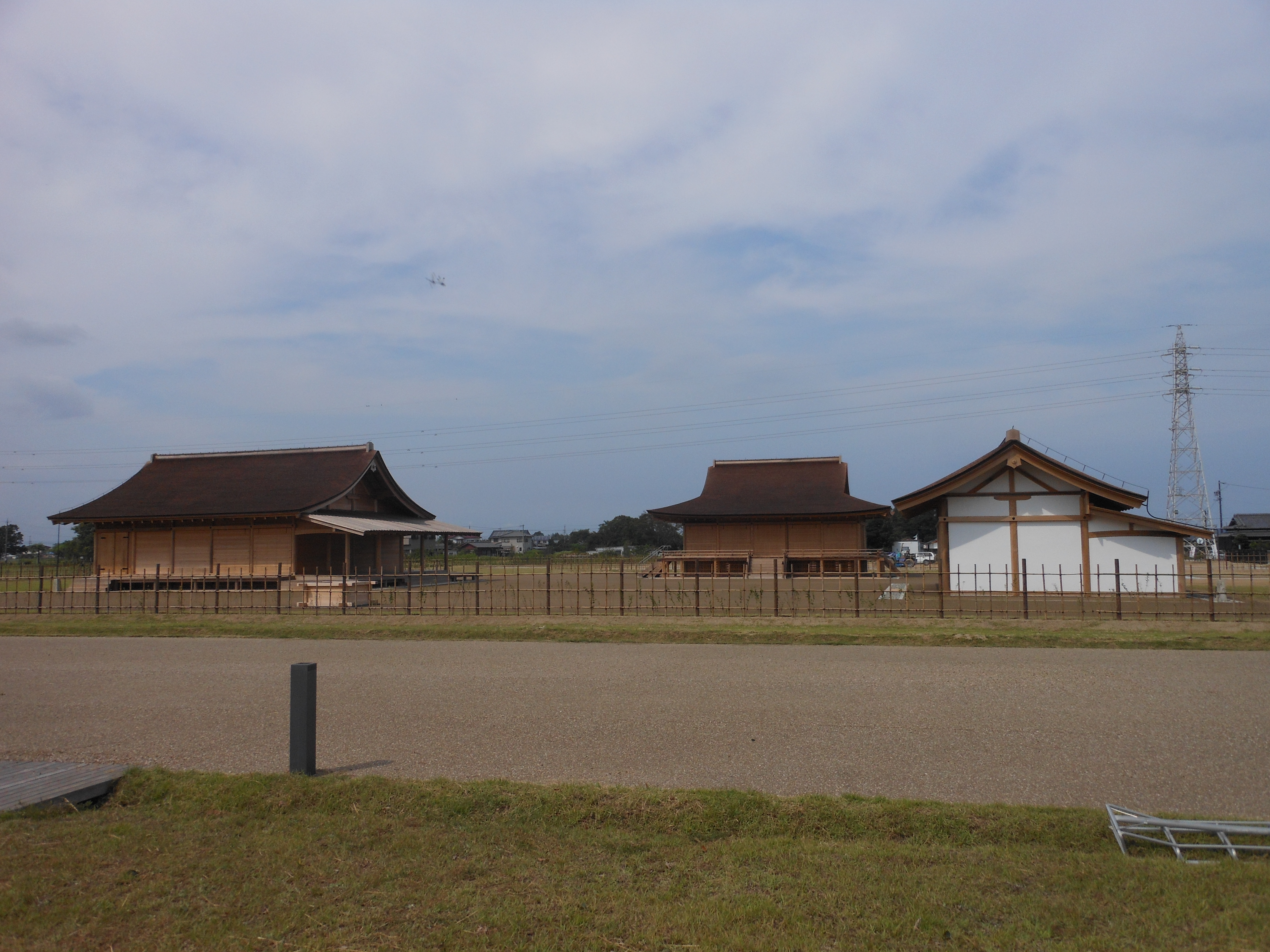
Este es un sitio de Saiokyu, antiguos edificios gubernamentales. Se encuentra en Meiwa, Mie, Japón.

Mientras la fundación excava para nuevas viviendas en 1970 en el área de Saiku, un gran caballo Haniwa fue encontrado, uno de los más grandes se encuentran en Japón. La construcción de viviendas fue interrumpida y comenzaron las excavaciones, confirmando el sitio de la antigua ciudad de Saiku. El museo histórico de Saiku ahora esta en el sitio del descubrimiento original.
Cada año remotas excavaciones ocurren por una relativamente pequeña escala, con la mayor parte del sitio de Saiku intacto. Como los antiguos edificios fueron hechos de madera, los cuales han desaparecido, y el sitio fue reurbanizado varias veces a lo largo del tiempo, las excavaciones revelaron, las excavaciones pudieron revelar varias generaciones de edificios cuyos cimientos deben ser emparejados juntos para formar una vista del diseño de la ciudad. Mas focos es dado hasta principios de la era Heian, cuando la ciudad estaba en su punto máximo en tamaño e influencia.
Además del museo, una reconstrucción de la era Heian permanece, conocida como "Itsukinomiya Hall of Historical Experience". Ha sido construida al lado de la estación de tren en Saiku. Itsukinomiya Hall no es una restauración de un edificio antiguo, pero es una reconstrucción basada en existentes edificios Shinden-zukuri en otros lugares en Japón.